# Sidi Kerir
Sidi Kerir – terminal naftowy leżący nad brzegiem Morza Śródziemnego w muhafazie Aleksandria, w którym przepompowuje się ropę na tankowce z ropociągu Sumed. W ropociągu tym przesyła się ropę z portu Ajn Suchna nad czerwonomorską Zatoką Sueską, gdzie wypompowuje się z wielkich tankowców, które ze względu na swoje rozmiary nie mogą przepłynąć przez pobliski Kanał Sueski, a następnie przesyła się ją na odległość 320 km do portu w Sidi Kerir, ok. 27 km na zachód od Aleksadrii.